# Combretum mossambicense
Combretum mossambicense är en tvåhjärtbladig växtart som först beskrevs av Johann Friedrich Klotzsch, och fick sitt nu gällande namn av Adolf Engler. Combretum mossambicense ingår i släktet Combretum och familjen Combretaceae. Inga underarter finns listade i Catalogue of Life.

## Bildgalleri

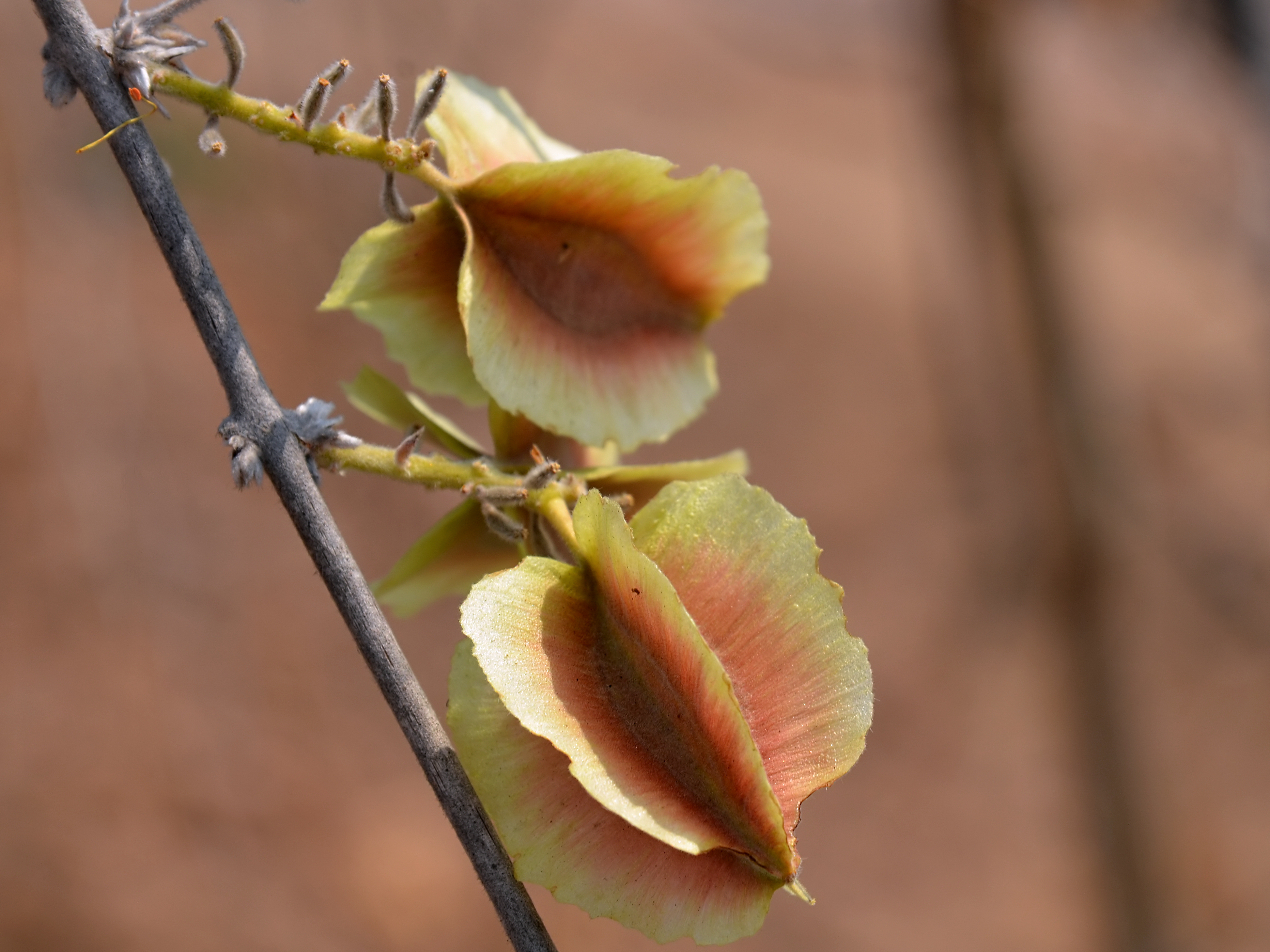